# Carex flava
Carex flava L. es una especie de planta herbácea de la familia de las ciperáceas.

## Hábitat y distribución
Su distribución ocupa buena parte de Europa, noroeste de Asia y Norteamérica. Está ausente de buena parte de la Cuenca mediterránea, así como de la totalidad de la península ibérica, aunque alcanza en la vertiente norte de los Pirineos en el Valle de Arán
.
Carex flava habita en suelos húmedos, ricos en materia orgánica, por lo que se la puede encontrar en turberas y márgenes de arroyos de montaña.

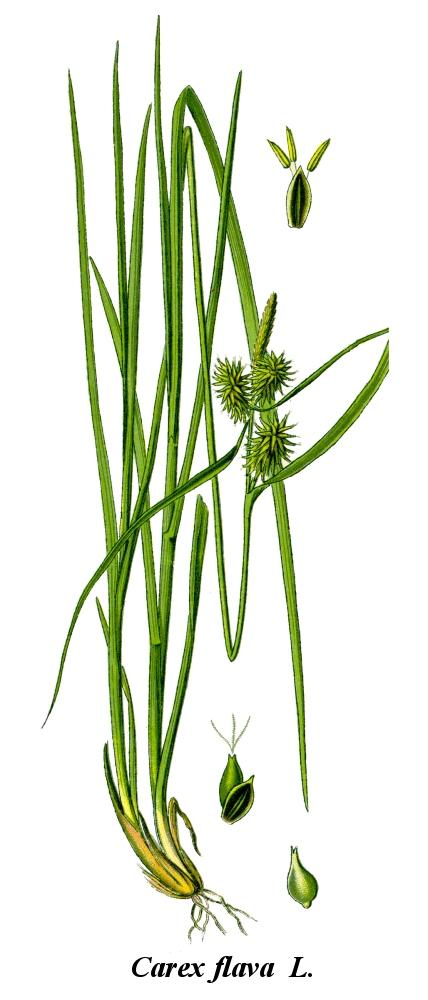

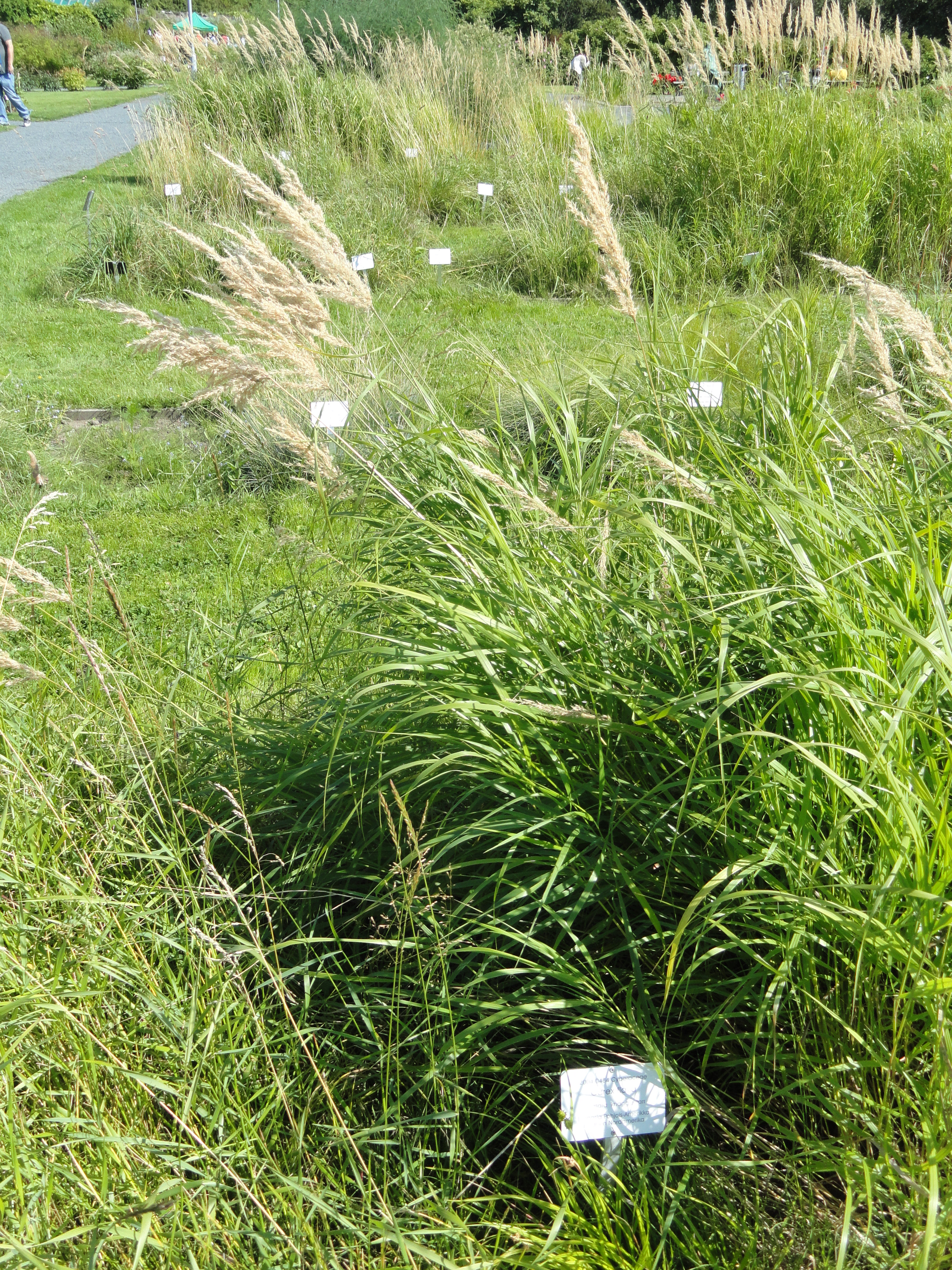
Vista de la planta

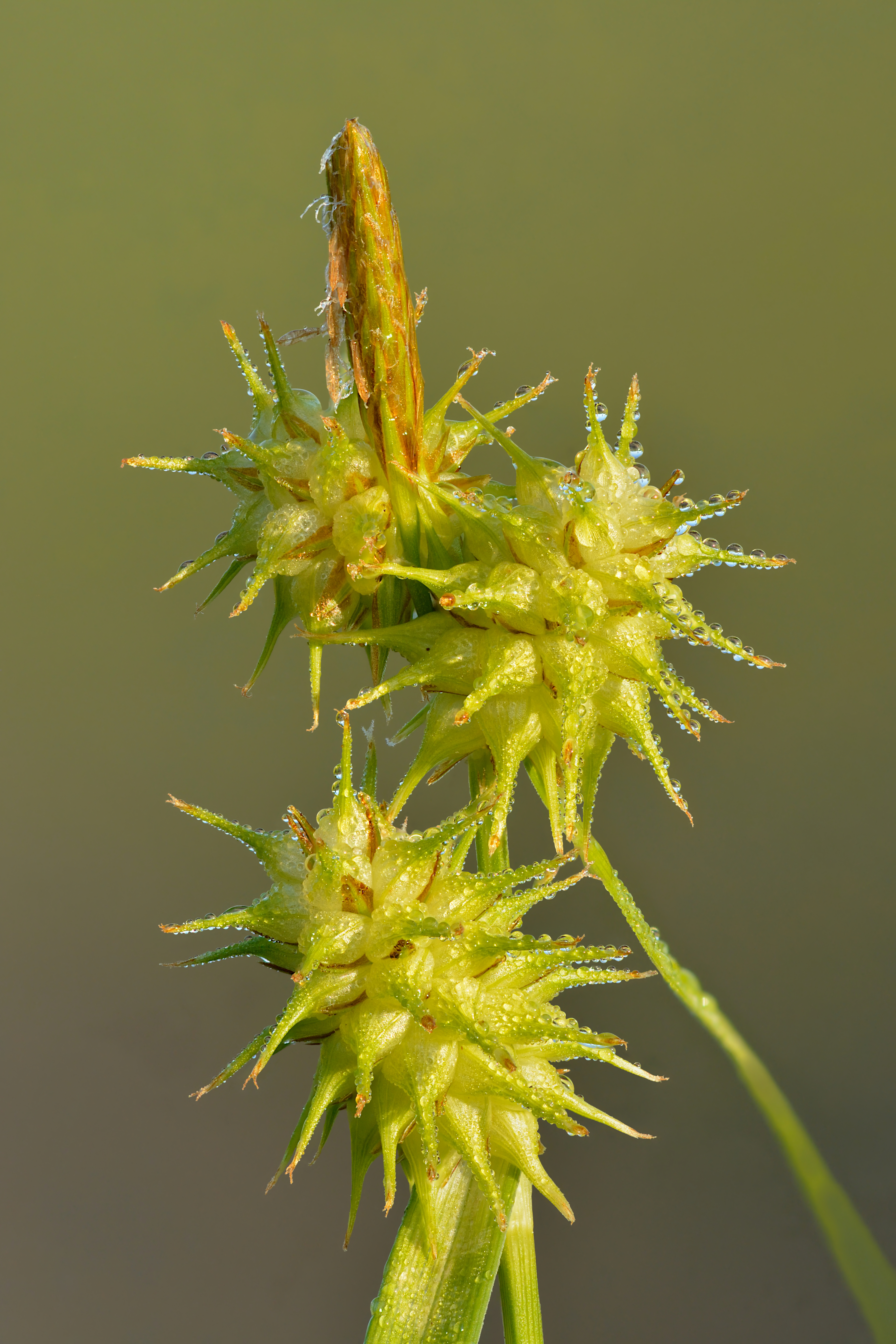
Detalle de la planta

## Descripción
El grupo de C. flava es un complejo de especies de complicada taxonomía, debido a los frecuentes fenómenos de hibridación y al escaso desarrollo de los caracteres diagnósticos de los diferentes táxones. En el caso concreto de C. flava en los Pirineos, esta se hibrida con otra planta del grupo, C. lepidocarpa, por lo que no es raro encontrar individuos de morfología intermedia en estas poblaciones pirenáicas.
Las características que definen el grupo son las espigas femeninas ovoideas y agrupadas, la espiga masculina solitaria, utrículos lisos y aquenios de contorno obovado. En concreto, los caracteres que diferencian a C. flava de las otras especies de su grupo son las hojas anchas (hasta 7 mm), la espiga masculina sésil o casi y los utrículos grandes, de 5 - 7 mm, los inferiores de cada espiga con el pico reflejo (vuelto hacia abajo).

## Taxonomía
Carex flava fue descrita por  Carlos Linneo y publicado en Species Plantarum 2: 975. 1753.
Etimología
Ver: Carex
flava; epíteto latino  que significa "amarillo".
Sinonimia
- Trasus flavus (L.) Gray (1821).
- Anithista flava (L.) Raf. (1840).
- Carex flava subsp. macrorrhyncha Celak. (1867), nom. inval.
- Proteocarpus flavus (L.) Fedde & J.Schust. (1913 publ. 1918).
- Carex echinata Lam. (1779), nom. illeg.
- Carex foliosa All. (1785).
- Carex viridis Honck. (1792).
- Carex patula Host (1801), nom. illeg.
- Carex uetliaca Suter (1802).
- Carex flava var. densa Gaudin (1830).
- Carex flava var. patula Klett & Richt. (1830).
- Carex flava var. rectirostra Gaudin (1830).
- Carex flava var. vulgaris Döll (1843).
- Carex flava var. deficiens Peterm. (1844).
- Carex flava var. rectirostris Peterm. (1844).
- Carex flava var. intermedia Coss. & Germ. (1845).
- Carex flava var. pygmaea Andersson (1849).
- Carex flavofulva Beurl. (1853).
- Carex flava f. patula (Klett & Richt.) Schur (1866).
- Carex flava f. remotiuscula Schur (1866).
- Carex flava var. uetliaca (Suter) Nyman (1882).
- Carex flava var. graminis L.H.Bailey (1889).
- Carex flava var. fertilis Peck (1896).
- Carex flava var. alpina Kneuck. (1899).
- Carex flava f. umbrosa Kneuck. (1899).
- Carex flava var. congesta Neuman (1901).
- Carex flava var. dispersa Neuman (1901).
- Carex flava var. brevirostris Asch. & Graebn. (1903).
- Carex flava f. uetliaca (Suter) Asch. & Graebn. (1903).
- Carex flava f. brevirostris Junge (1906).
- Carex flava var. gaspensis Fernald (1906).
- Carex lepidocarpa var. laxior Kük. in H.G.A.Engler (ed.) (1909).
- Carex oederi f. graminis (L.H.Bailey) Kük. in H.G.A.Engler (ed.) (1909).
- Carex flavella V.I.Krecz. in P.F.Majevski (1933).
- Carex laxior (Kük.) Mack. in N.L.Britton & al. (eds.) (1935).
- Carex oederi var. microcarpa Font Quer (1935).
- Carex flava var. laxior (Kük.) Gleason (1952).
- Carex flava f. pygmaea (Andersson) C.Vicioso (1959).
- Carex nevadensis subsp. flavella (V.I.Krecz.) Patzke & Podlech in E.Janchen (1959).
- Carex flava f. graminis (L.H.Bailey) Scoggan (1978).
- Carex flava subsp. alpina (Kneuck.) O.Bolòs (1987 publ. 1988).
- Carex flava var. barrerae O.Bolòs (1987 publ. 1988).
- Carex nevadensis subsp. alpina (Kneuck.) Podlech (2000).[4]